# Anna Toman
Pour les articles homonymes, voir Toman.
Anna Frances Toman née le 29 avril 1993 à Derby en Angleterre, est une joueuse de hockey sur gazon anglaise qui joue comme milieu de terrain ou défenseur pour le SCHC et les équipes nationales d'Angleterre et de Grande-Bretagne,.

## Carrière

### Club
Toman joue au hockey en club dans la Dutch Hoofdklasse pour SCHC.
Elle a également joué pour Wimbledon, Uni of Birmingham et Belper.

### International
Toman a fait ses débuts internationaux seniors pour l'Angleterre contre l'Afrique du Sud le 25 février 2017.